# 大辛庄遗址
大辛庄遗址，位于山东省济南市东郊历城区王舍人镇大辛庄村东南，为以商代遗存为主的文化遗址。其商代遗址面积约30余万平方米，在山东省内居于首位，除此之外也包含龙山文化和岳石文化的堆积。
该遗址最早由英国人林仰山（F.S.Drake）于1936年发现，五十年代后又陆续经过调查、勘探和试掘，1984年，在山东大学历史系考古专业与省市文博单位的联合发掘中清理出部分商代的房屋、墓葬和水井遗迹，并出土大量文物。2003年的发掘中发现商代刻辞卜甲，记录了当时对某位“母”进行祭祀占卜的内容，这是首次在殷墟之外发现商代甲骨文。一般推测此处可能是商代地位较高的贵族居住地或方国（诸侯国）都邑，这一发现将有助于探索商代中央王朝与周边地区，尤其是东方地区的关系，以及此时期的政治制度和社会组织。
目前拟筹划在此区域内建设大型遗址公园。

## 图片
- 玉人首饰，龙山文化，大辛庄出土